# Закон на Хик
Законът на Хик, наричан също закон на Хик-Хайман, е зависимост в психологията, описваща времето, необходимо на човек да вземе решение, като функция на броя на възможностите. Установен е емпирично в средата на XX век от психолозите Уилям Едмънд Хик и Рей Хайман, които откриват, че времето за избор нараства логаритмично с нарастване на възможностите, между които се избира. Това означава, че увеличение на възможностите с примерно два пъти не увеличава времето за избор двойно, а с по-малка стойност.
Законът на Хик може да се опише с формулата:
{\displaystyle T=b\cdot \log _{2}(n+1)}
където n е броят равно вероятни избори, T е средното време за реакция, необходимо за избор между тях, а b е калибрираща константа.